# در زمان سیل لوئیزویل
در زمان سیل لوئیزویل، که به عنوان بالاترین استاندارد زندگی جهان نیز شناخته می‌شود، عکسی سیاه و سفید است که بین ژانویه و فوریه ۱۹۳۷ توسط عکاس خبری مارگارت بورک-وایت گرفته شد. بورک-وایت برای مجله زندگی (لایف) مأموریت داشت تا پیامدهای سیل رودخانه اوهایو را پوشش دهد، که هفتاد درصد شهر لوئیزویل را زیر آب برده بود. این عکس آوارگان سیاه‌پوست سیل‌زده را نشان می‌دهد که در صف کمک‌های صلیب سرخ منتظرند، در حالی که تابلوی تبلیغاتی انجمن ملی تولیدکنندگان در پس‌زمینه نوشته شده: «بالاترین استاندارد زندگی جهان: هیچ راهی مثل راه آمریکایی وجود ندارد.»
این تصویر نخستین بار در مجله  زندگی در ۱۵ فوریه ۱۹۳۷ منتشر شد، پس از نخستین عکس بورک-وایت از مجموعه سیل لوئیزویل در شماره هفته قبل. این عکس به طور کلی به عنوان نمونه‌ای از عکاسی خبری طبقه‌بندی می‌شود و بعداً به عنوان عکاسی مستند نیز مورد توجه قرار گرفت.